# Социалистическая рабочая партия Германии
Социалистическая рабочая партия Германии в 1875–1890 гг. - см. Социал-демократическая партия Германии.
Социалистическая рабочая партия Германии, СРПГ (нем. Sozialistische Arbeiterpartei Deutschlands, SAPD), иногда упоминается как Социалистическая рабочая партия, СРП (Sozialistische Arbeiterpartei, SAP) — левосоциалистическая партия, действовавшая в Германии в 1931—1945 годах. В период правления Адольфа Гитлера часть членов партии находилась в эмиграции, а часть действовала в подполье.

## История

### Партия в 1931—1933 годах
СРПГ была образована в сентябре 1931 года в результате откола от Социал-демократической партии Германии (СДПГ) её левого крыла. Членами СРПГ стали 6 депутатов рейхстага, ранее входившие во фракцию социал-демократов — Курт Розенфельд, Макс Зайдевиц, Август Симсен, Генрих Штрёбель (в начале 1932 года вернулся в СДПГ), Ганс Зиглер и Андреас Портун.
В 1931 году к партии присоединилась Независимая социал-демократическая партия Германии (НСДПГ) Теодора Либкнехта, а в 1932 году — некоторые члены «бухаринистской» Компартии — Оппозиция (КПГ — О) во главе с Паулем Фрёлихом и Якобом Вальхером, а также многие члены «примирительной фракции» Компартии Германии (КПГ), несогласные с официальным курсом руководства на приоритет борьбы с социал-демократией как «социал-фашизмом». В противовес такой позиции СРПГ активно боролась за единый рабочий фронт левых партий.
Партия издавала газету «Sozialistische Arbeiter Zeitung» (Социалистическая рабочая газета). Действовала молодёжная организация СРПГ — Федерация социалистической молодежи Германии (ФСМГ, Sozialistischer Jugend-Verband Deutschlands). Численность партии к марту 1933 года составляла примерно 15 600 человек. В июле 1932 года СРПГ впервые участвовала во всеобщих выборах, получив однако на них 0,2 % голосов, что не позволило ей пройти в рейхстаг.
Входила в Лондонское бюро, участниками которого также являлись испанская ПОУМ и британская Независимая лейбористская партия. СРПГ принимала участие в учреждении в 1934 году международного молодёжного объединения при Лондонском бюро — Международного бюро революционных молодёжных организаций. Одним из секретарей международного молодёжного бюро являлся представитель СРПГ Вилли Брандт.

### Партия после 1933 года
После прихода к власти в Германии нацистов многие члены СРПГ эмигрировали. В Германии продолжали действовать несколько нелегальных организаций СРПГ. Активисты партии активно участвовали в Движении сопротивления. Также многие члены партии участвовали в гражданской войне в Испании, где поддерживали тесные контакты с ПОУМ. В качестве официальных представителей СРПГ в Испании действовали Макс Диамант и Вилли Брандт.
Заграничное руководство партии находилось в Париже. В 1936—1937 годах СРПГ участвовала в так называемом «Кружке Лютеция» — попытке создания Народного фронта из различных немецких эмигрантских политических организаций. В число партий, участвовавших в кружке, входили также: СДПГ, КПГ, КПГ — О, «Революционные социалисты Германии». В этой связи внутри СРПГ началась дискуссия о единых и народных фронтах. Итогом этой дискуссии становится создание в 1937 году оппозиционной группы внутри СРПГ «Новый путь», выступившей против тактики народных фронтов и присоединившейся к Лондонскому бюро. В связи с дискуссией СРПГ в 1938 году официально вышла из Лондонского бюро.
По окончании войны к 1945 году партия фактически перестала существовать. Многие её члены, находясь в эмиграции или затем в западных зонах оккупации Германии, присоединились к социал-демократам, — такие как, например, Вилли Брандт, Отто Бренер. Находившиеся в восточной зоне по большей части присоединились к коммунистам, а затем вошли в Социалистическую единую партию Германии, — Якоб Вальхер, Макс Зайдевиц, Клаус Цвелинг, Эдит Бауман и другие. Предпринимались попытки воссоздания СРПГ после 1945 года, окончившиеся, однако, неудачей.

## Сопредседатели партии
- Сентябрь — декабрь 1933 года — Курт Розенфельд, Макс Зайдевиц, Генрих Штрёбель.
- Декабрь 1931 — март 1933 года — Курт Розенфельд, Макс Зайдевиц.
- С марта 1933 года — коллективное руководство, фактически Якоб Вальхер.

## Участие в выборах

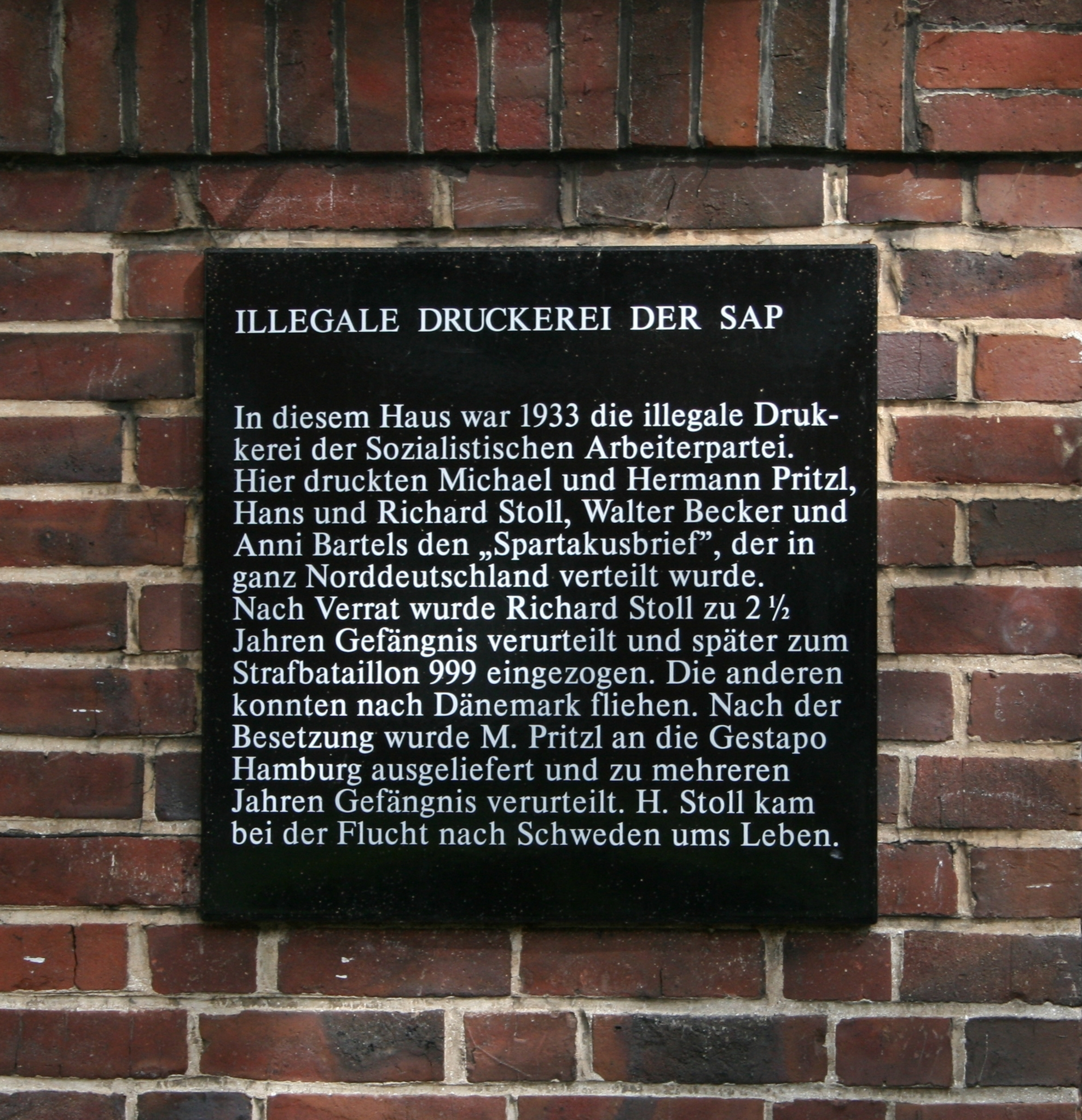
Мемориальная доска на бывшей подпольной типографии партии

### Всеобщие выборы
- Всеобщие выборы в июле 1932 года — 72 630 голоса (0,2 %).
- Всеобщие выборы в ноябре 1932 года — 45 200 голоса (0,1 %).

### Земельные выборы
- Гессен — 15 ноября 1931 года — 8 170 голосов (1,0 %).
- Пруссия — 24 апреля 1932 года — 80 392 голосов (0,4 %).
- Бавария — 24 апреля 1932 года — 13 437 голосов (0,3 %).
- Анхальт — 24 апреля 1932 года — 806 голосов (0,4 %).
- Гамбург — 24 апреля 1932 года — 2 302 голосов (0,3 %).
- Ольденбург — 29 мая 1932 года — 1 469 голосов (0,5 %).
- Мекленбург-Шверин — 5 июня 1932 года — 957 голосов (0,3 %).
- Гессен — 19 июня 1932 года — 11 689 голосов (1,6 %) — 1 мандат (Генрих Гальм).
- Тюрингия — 31 июля 1932 года — 2 067 (0,2 %).